# Love's Coming
Love's Coming è un film del 2014 diretto da Naphat Chaithiangthum.

## Trama
Il film racconta la storia della grande amicizia tra quattro ragazzi: Pid, Arm, Zee e Gump.

## Sequel
Il 13 dicembre 2014 venne annunciata la lavorazione di un sequel del film intitolato Love's Coming 2. Il titolo del film venne poi cambiato in Love Love You e distribuito nei cinema nel 2015.

## Accoglienza
Il film ha ricevuto generalmente recensioni positive; su IMDb ha ottenuto una valutazione di 8.1/10.